# Fred Blanchard
Frédéric Blanchard, dit Fred, né le 26 septembre 1966 à Agen, est un illustrateur, dessinateur de bande dessinée, animateur et décorateur de dessin animé français.

## Biographie
Fred Blanchard a suivi les cours de l'École supérieure d'arts graphiques (ESAG) Met de Penninghen, dont il sort en 1988. Sa carrière commence par l'illustration en indépendant pour divers magazines, dont Casus Belli et Science et vie Junior. En 1990 paraît son premier album, Ran Corvo, sur un scénario de Doug Headline. À partir de 1991, il collabore régulièrement avec Olivier Vatine, d'abord sur Aquablue, puis la minisérie de comics Star Wars : Heir to the Empire, pour l'éditeur américain Dark Horse et Lucasfilm. Tous deux créent en 1993 le label Delcourt « Série B » pour les éditions Delcourt. En parallèle, Blanchard travaille pour le cinéma (principalement du design pour le réalisateur Marc Caro) et en tant que décorateur de dessins animés, notamment sur le film Corto Maltese : La Cour Secrète des Arcanes (2002) sur lequel il dirige le département décors. Fin 2007, après le départ d'Olivier Vatine, Blanchard assure seul la direction du label Série B,. Il crée la série uchronique Jour J, aux côtés de Fred Duval et Jean-Pierre Pécau, et aussi L'Homme de l'année et Wonderball. Il quitte son poste de directeur de collection aux éditions Delcourt en décembre 2020. 
Pour le premier tome de la série Le Dernier Atlas (Dupuis), dont il est le designer et le co-dessinateur, il est lauréat avec Gwen de Bonneval et Fabien Vehlmann (scénario), Hervé Tanquerelle (dessin) et Laurence Croix (couleur) du Prix ActuSF de l'uchronie, catégorie graphisme 2019. Ce premier tome ouvre une série prévue sur 3 volumes.
En 2020, il publie la Malédiction du pétrole (Delcourt) dont il est le dessinateur, sur un scénario de Jean-Pierre Pécau,. En plus du Dernier Atlas qui figure dans la sélection officielle pour le Festival d'Angoulême 2021, il est aussi designer sur la série Renaissance, dont le tome 1 est nommé au Festival d'Angoulême 2019 dans la catégorie « Meilleure série »[réf. souhaitée]. 

## Publications
- Athanor, la terre des mille mondes, (dessinateur, 1989)
- Mauvais Aliens, (dessinateur, 2007)
- Ran Corvo (dessinateur, 1990)
- Les Naufragés d'Ythaq - tomes 13 à 17 (Design et décors) avec Arleston (Scénario), Adrien Floch (Dessin) et Claude Guth (Couleur)
- La Malédiction du pétrole (dessinateur, scénario Jean-Pierre Pécau, 2020)
- Tao Bang (Dessinateur, 1999)
- Star Wars - le cycle de Thrawn (Dark Horse et Lucasfilm, co-dessinateur, 1993)
- Travis Karmatronics (dessinateur, 2005)
- Jour J (scénariste et concepteur des couvertures, 2010 à 2023)
- Sangre, tomes 1 à 3 (design et décors, 2016 à 2020) avec Arleston (Scénario), Adrien Floch (dessin) et Claude Guth (couleur)
- Wonderball, scénario avec Fred Duval et Jean-Pierre Pécau, dessins Colin Wilson, couleurs Jean-Paul Fernandez, Delcourt, collection Machination

1. Le Chasseur, 2014
2. Le Fantôme, 2015
3. Le Shérif, 2016
4. Le Photographe, 2017
5. L'Apiculteur, 2018

- Spirou et Fantasio, tomes 51 à 55 (design et décors, 2010 à 2016), avec Fabien Vehlmann (scénario), Yoann (dessin) et Laurence Croix (couleur)[10]
- Renaissance (6 tomes, 2018-2023), scénario de Fred Duval, dessin d'Emem, design de Fred Blanchard.
- Le Dernier Atlas, scénario de Fabien Vehlmann et Gwen de Bonneval, dessin d'Hervé Tanquerelle et Fred Blanchard (design), couleurs de Laurence Croix, Dupuis :

1. Tome 1, mars 2019
2. Tome 2, avril 2020
3. Tome 3, septembre 2021